# Каламоначи
Каламо̀начи (на италиански и на сицилиански Calamonaci, вероятно от гръцки καλαμιώνας, каламионас, „тръстисково насаждение“) е село и община в Южна Италия, провинция Агридженто, автономен регион и остров Сицилия. Разположено е на 307 m надморска височина. Населението на общината е 1387 души (към 2010 г.).